# 拉克尔·科拉尔
拉克尔·科拉尔（西班牙語：Raquel Corral，1980年12月1日—），西班牙花样游泳运动员。她曾代表西班牙参加2004年和2008年夏季奥林匹克运动会花样游泳比赛，其中2008年奥运会获得一枚银牌。